# A-ha
a-ha este o formație synth-pop norvegiană de formată în 1982 de către Magne Furuholmen (claviaturi, chitară, vocalist), Paul Waaktaar-Savoy (chitară, vocalist) și Morten Harket (vocalist). 
Câștigători ai 8 premii „Spellemann” (versiunea norvegiană a premiilor Grammy), a-ha este singura formație pop/rock din Norvegia care s-a clasat pe locul întâi în topul Billboard (SUA)- în octombrie 1985.
Melodia lor „The Living Daylights” a fost folosită ca melodie principală în filmul James Bond cu același nume.
În 1991, A-Ha a obținut un record mondial.
La concertul formației susținut în Rio de Janeiro au venit 196.000 de fani.

## Discografie

### Albume de studio
- Hunting High and Low (1985)
- Scoundrel Days (1986)
- Stay On These Roads (1988)
- East of the Sun, West of the Moon (1990)
- Memorial Beach (1993)
- Minor Earth Major Sky (2000)
- Lifelines (2002)
- Analogue (2005)
- Foot of the Mountain (2009)
- Cast in Steel (2015)
- True North (2022)

### Compilații
- Headlines and Deadlines: The Hits of a-ha (1991)
- The Singles 1984–2004 (2004)

### Album din concert
- How Can I Sleep With Your Voice in My Head (2003)